# 塞特梅克河
51°19′34.61″N 8°0′17.27″E / 51.3262806°N 8.0047972°E
塞特梅克河（德語：Settmecke），是德國的河流，位於該國西部，處於北萊茵-威斯特法倫州，屬於勒爾河的左支流，河道全長9.9公里，流域面積19平方公里。